# Erigophantes borneoensis
Erigophantes borneoensis là một loài nhện trong họ Linyphiidae. Chúng được Jörg Wunderlich miêu tả năm 1995, và chỉ được tìm thấy ở Borneo.